# Lana Wilson
Pour les articles homonymes, voir Wilson.
Lana Wilson, née le 9 août 1983, est une cinéaste américaine.
Elle a réalisé les longs métrages documentaires After Tiller (en), The Departure (en) et Miss Americana, ainsi que le documentaire en deux parties Pretty Baby: Brooke Shields. Les deux premiers films ont été nommés pour l'Independent Spirit Award du meilleur documentaire,.

## Biographie
Originaire de Kirkland, dans l'État de Washington, Lana Wilson est diplômée de la Lake Washington High School en 2001.
Elle a obtenu un BA de l'Université Wesleyan, où elle s'est spécialisée en études cinématographiques et en danse. Avant de devenir réalisatrice, Lana Wilson était commissaire de cinéma et de danse pour Performa, la biennale new-yorkaise de nouvelles performances en arts visuels.
Le premier film de Lana Wilson, After Tiller (en), suit les quatre prestataires d'avortement les plus ciblés du pays. Il a été présenté en première au Festival du film de Sundance en 2013 et a été repris par le distributeur d'art et essai Oscilloscope Laboratories. Le film est sorti en salles à l'automne 2013 et a été acclamé par la critique pour son regard complexe et compatissant sur l'un des problèmes les plus difficiles de notre époque. Il détient une note positive de 95 % "Certified Fresh" sur Rotten Tomatoes, avec le consensus : " After Tiller applique l'empathie, l'honnêteté et la sous-estimation gracieuse à une discussion qui manque trop souvent de tout cela".
En 2015, After Tiller (en) a remporté le News and Documentary Emmy Award (en) du meilleur documentaire. Il a également été nommé pour l'Independent Spirit Award du meilleur documentaire, quatre Cinema Eye Honors, un Satellite Award et le Ridenhour Prize, et a été nommé l'un des cinq meilleurs documentaires de l'année par le National Board of Review.
Le deuxième film de Lana Wilson, The Departure (en), parle d'un punk rocker japonais devenu prêtre bouddhiste qui œuvre pour prévenir le suicide au Japon. Dans le film, le prêtre affronte sa propre mortalité. The Departure a été présenté en première au Tribeca Film Festival 2017 et a été repris par le distributeur FilmRise. À l'automne 2017, il est sorti dans les salles américaines et a été largement acclamé par la critique. En 2018, il a été nommé pour l'Independent Spirit Award du meilleur documentaire. Le Washington Post a écrit que le film « explore les moments les plus difficiles et les plus transcendants de la vie avec tendresse, honnêteté et attention ». Le San Francisco Chronicle l'a appelé « une belle méditation sur la valeur de la vie » et « une œuvre d'art ». Sur l'agrégateur de critiques Rotten Tomatoes, le film détient un taux d'approbation de 100 %. Sur Metacritic, le film a une note moyenne pondérée de 85 sur 100, indiquant une « reconnaissance universelle ».
Le troisième documentaire de Lana Wilson, Miss Americana, suit l'auteure-compositrice-interprète américaine Taylor Swift et sa vie au cours de plusieurs années de sa carrière. Après sa première au Festival du film de Sundance 2020, le film a reçu des éloges critiques et une ovation debout du public. Miss Americana est décrite comme un documentaire « intime », « responsabilisant », « authentique » et « drôle » par les critiques, qui ont complimenté la mise en scène de Lana Wilson, décrivant le processus créatif de Swift et les discussions sur des questions telles que les troubles de l'alimentation, l'estime de soi et les agressions sexuelles. Il est devenu le film documentaire biographique original Netflix le mieux noté de l'histoire de l'IMDb. Sur le site Web de l'agrégateur d'avis Rotten Tomatoes, le film a un taux d'approbation « certifié frais » de 93 % sur la base de 72 critiques, avec une note moyenne de 7,59/10. Sur Metacritic, il a une note moyenne pondérée de 65 sur 100, basée sur 23 critiques, indiquant des « critiques généralement favorables ». Le film est un "Critic's Pick" du New York Times et un "Critic's Pick" d'IndieWire.
Wesley Morris du New York Times a décrit Miss Americana comme « 85 minutes de translucidité » avec Swift, déclarant qu'elle est « autocritique, adulte et prête, peut-être, à délivrer un message au-delà de la musique ». David Ehrlich d'IndieWire a qualifié le film de « passionnant » et « extrêmement séduisant », écrivant que « son pouvoir réside dans le fait de regarder quelqu'un qui se tient à cheval sur le monde se rendre compte progressivement que son art est la seule chose qu'il peut contrôler ». Hannah Woodhead de Little White Lies a écrit que le film offre « un accès sans précédent à la chanteuse notoirement privée et à son monde vertigineux » à travers « des interviews, des séquences de studio, des vidéos personnelles et des enregistrements de concerts ». Dans une interview accordée à FF2 Media en 2020, Lana Wilson elle-même rappelle qu'en tant que conteuse, ce qu'elle préférait filmer était le processus créatif de Swift. Lana Wilson a déclaré que la partie la plus difficile du projet était d'établir un climat de confiance avec Swift, car elle n'avait pas été interviewée depuis trois ans.
La websérie courte de Lana Wilson, A Cure for Fear, jouée à South by Southwest et au Camden International Film Festival et a été nommée pour un prix de l'International Documentary Association pour la meilleure série courte.
Lana Wilson est boursier MacDowell et professeur adjoint invité au Pratt Institute.
Présentant Lana Wilson dans le numéro inaugural, le magazine Doxx dit que Wilson « pose des questions philosophiques sur la vie et la mort et observe les luttes qui peuvent donner leurs réponses insaisissables ».

## Influences
Lana Wilson a cité de nombreuses influences pour son travail, notamment Rainer Werner Fassbinder, Frederick Wiseman, Lixin Fan, Heddy Honigmann et William Wyler. Elle a dit que tous les cinéastes devraient voir Dog Star Man de Stan Brakhage et Playtime de Jacques Tati.

## Filmographie

### Longs métrages
| Année | Film                        | Réalisatrice | Productrice | Scénariste | Autre | Remarques                    |
| ----- | --------------------------- | ------------ | ----------- | ---------- | ----- | ---------------------------- |
| 2013  | After Tiller (en)           | Oui          | Oui         | Oui        |       |                              |
| 2017  | The Departure (en)          | Oui          | Oui         | Oui        |       |                              |
| 2020  | Miss Americana              | Oui          | Oui         | Oui        |       |                              |
| 2023  | Pretty Baby: Brooke Shields | Oui          |             |            |       | Documentaire en deux parties |

### Séries
- A Cure for Fear (réalisateur/producteur) – une série courte de 4 épisodes pour le sujet de First Look Media, lancée en octobre 2018[31],[32],[33].
- National Geographic I Am Rebel, premier épisode de la série documentaire "Jacked" (scénariste/producteur) - concernant le détournement du vol 49 de Southern Airways, diffusé le 5 juin 2016.

## Récompenses et distinctions
After Tiller (en) a remporté un News and Documentary Emmy Award (en) du meilleur documentaire en septembre 2015. Lana Wilson a reçu le « Champion of Choice Award » de NARAL Pro-Choice America en 2014 pour son travail sur le film.
Lana Wilson a été sélectionnée par le Sundance Institute en tant que Women at Sundance Fellow en 2017.
- (en) Lana Wilson: Awards, sur l'Internet Movie Database